# Jesús Morillas
Jesús Morillas Fernández (Madrid, España, 24 de agosto de 1966) es un exfutbolista español que se desempeñaba como defensa. Actualmente, ya no es futbolista por la lesión que sufrió. Tiene dos hijos: Adrián Morillas Pérez (10-7-96) y Alba Morillas Pérez (18-12-97) 

## Clubes
| Club                     | País   | Año       |
| A.D. Rayo Vallecano      | España | 1987-1989 |
| A.D. Valdepeñas          | España | 1989-1990 |
| ------------------------ | ------ | --------- |
| Xerez C. D.              | España | 1991-1994 |
| Rayo Vallecano de Madrid | España | 1994-1996 |